# Повеља 77
Повеља 77 је петиција која је написана у тадашњој Чехословачкој. Повеља је настала 7. јануара 1977. године захваљујући грађанима Прага. Овим документом су желели да се поштују људска права у земљи. Захваљујући петицији, Плишана револуција је прошла без крвопролића. Водећи се петицијом, касније се ствара и покрет назван по Повељи.

## Стварање Повеље
Израда и потписивање петиције је планирано још после Хелсиншке конференције 1975. године. Баш зато што је на конференцији говорено о људским правима у социјалистичким земљама. Народ је само желео да држава спроведе одредбе о људским правима које је потписала. Међутим, лидери државе су мислили да је то акт противу режима. Због хапшења чланова чехословачке рок групе The Plastic People of the Universe 1976. године, грађани су желели што пре да започну иницијативу. Текст саме Повеље је био припремљен децембра 1976. године. 

## Борба за Повељу
Вацлав Хавел, Лудвик Вацулик су само од неких који су покушали да донесу статут на основу петиције у скупштини. Међутим нису успели, оригиналан текст је конфискован а они су били приведени. Копије петиције је објавило неколико западних дневних новина; Тајмс, Њујорк тајмс, Le Monde и Frankfurter Allgemeine Zeitung.
После јавног изласка Повеље у Чехословачкој, потписницима је знатно отежан живот. Власт их је обележила као издајнике и отпаднике и зато им је ускраћивала права. Отпуштани су са посла, одузимали су им исправе као и држављанства, протеривани су и затварани.
Борба за повељу се наставила иако је влада била против ове акције. После 1980. године, људи су и даље желели да се боре за људска права. Касније је петиција имала око 1900 потписа.

## После Повеље
За борбу против комунизма су се ујединили људи различитих мишљења и занимања и тако је створен Грађански форум. 
Када је Источни блок ослабио и Плишана револуција окончана, аутори Повеље чланови Грађанског форума су видели прилику да диктатуру претворе у дуго очекивану демократију. Неколико њих је добило министарске фотеље иако нису били пре тога политички активни. Тадашње 1989. године Вацлав Хавел је постао председник Чехословачке. Након добијања жељеног циља, Грађански форум се распао 1992. године, после нових избора у земљи.